# The Day of Wrath
The Day of Wrath – debiutancka płyta włoskiego black/speed/thrashmetalowego zespołu Bulldozer, wydana w 1985.
Płyta została nagrana w Psycho Studio w Mediolanie. Jej producentem jest Algy Ward, brytyjski muzyk związany wcześniej z zespołami The Damned i Tank.   
Autorem zdjęcia na okładce, przedstawiającego scenę dokonywania egzorcyzmu, jest Adriano Bosone. Do Bosone należy też głos egzorcysty w intro otwierającym album (utwór The Exorcism, słychać w nim również motyw muzyczny z Requiem Mozarta).
Utwory na płytę skomponowali gitarzysta Andy Panigada oraz basista i wokalista AC Wild (właśc. Alberto Contini). Ten ostatni jest autorem tekstów. W utworze Fallen Angel na gitarze basowej zagrał Dario Carria. 
Na płycie słychać przede wszystkim inspirację brytyjskim zespołem Venom. Można też znaleźć wpływ nagrań grup Motörhead, Slayer czy Razor. Muzyka zawarta na albumie jest surowa i agresywna, dynamiczna, pełna energii, ale przy tym – w porównaniu z innymi blackmetalowymi produkcjami połowy lat osiemdziesiątych – lżejsza, bardziej melodyjna. Niski, chrapliwy głos A.C. Wilda dzięki zastosowaniu efektu pogłosu tworzy diaboliczną atmosferę, odmienną jednak od ponurego, złowieszczego klimatu znanego z produkcji muzycznych Hellhammer czy wczesnego Sodom.
Teksty operują dosadnym językiem, opisami przemocy i okrucieństwa. Wyrażają buntowniczą niechęć, pogardę wobec religii, mają charakter bluźnierczy (Insurrection of the Living Damned). Chrześcijaństwo jest w tekstach zespołu religią obłudną, przesiąkniętą złem, pętającą wolność człowieka (Fallen Angel). Bunt i zniszczenie religii ma na celu postawienie w centrum indywidualnego człowieka z jego zwyczajnymi potrzebami (także seksualnymi – Whisky Time). Nacisk na nieskrępowaną wolność człowieka, jego indywidualizm i nonkonformizm, jest jednym z nurtów satanizmu, który inspirował muzyków blackmetalowych w latach osiemdziesiątych (Quorthon, King Diamond) i dziewięćdziesiątych (zespoły sceny norweskiej, np. Mayhem, Darkthrone, Burzum).
The Day of Wrath zaliczana jest przez część fanów i krytyków muzycznych do tak zwanej pierwszej fali black metalu, do której należą m.in. płyty Welcome to Hell i Black Metal grupy Venom, Morbid Tales formacji Celtic Frost czy Bathory zespołu Bathory. Bulldozer – mimo wyraźnych inspiracji – wypracował jednak na debiutanckiej płycie indywidualny styl, nie mieszczący się w ciasnych ramach gatunkowych.
Reedycja płyty wydanej przez wytwórnię Metal Mind Production w 2007 zawiera dodatkowy utwór Fallen Angel, w wersji z singla o tym samym tytule.

## Lista utworów
1. The Exorcism – 2:49 – (instrumentalny)
2. Cut-Throat – 3:54
3. Insurrection of the Living Damned – 5:43
4. Fallen Angel – 3:56
5. The Great Deceiver – 4:31
6. Mad Man – 4:41
7. Whisky Time – 4:15
8. Welcome Death – 6:08
9. Endless Funeral – 5:41 – (instrumentalny)

## Skład zespołu
- AC Wild – gitara basowa, wokal
- Andy Panigada – gitara
- Don Andras – perkusja